# Война за польское наследство
О войне XVI века см. Первая война за польское наследство.
Война за польское наследство — война, проходившая в 1733—1735 годах между коалициями России, Австрии и Саксонии с одной стороны и Франции, Испании и Сардинского королевства с другой.
Поводом послужили выборы короля на польский престол после смерти Августа II (1733). Франция поддерживала кандидатуру Станислава Лещинского, тестя Людовика XV, ранее уже занимавшего польский трон во время Северной войны, Россия и Австрия — саксонского курфюрста Фридриха Августа II, сына покойного короля. Победу одержала антифранцузская коалиция.
По Венскому миру 1738 года Фридрих Август был признан польским королём как Август III, а Лещинский получил герцогство Лотарингию; в обмен Франция признала Прагматическую санкцию, по которой преемницей императора Священной Римской империи Карла VI в наследственных владениях признавалась его дочь Мария Терезия, а императором должен был стать её муж Франц I Стефан, отказавшийся от родной Лотарингии в пользу Станислава.

## Предыстория

### Польский вопрос в международной политике в конце 20-х — начале 30-х годов XVIII века
К 20-м годам XVIII века Речь Посполитая оказалась исключённой из большой европейской политики, но оставалась важным фактором в политике Восточной Европы. Географическое положение страны, граничившей с владениями Турции, России, Швеции и Священной Римской империи, придавало вес позиции, которую занимали правители государства в международных вопросах.
Слабость центральной власти Речи Посполитой, всевластие аристократии и произвол мелкой шляхты делали это государство беспокойным соседом. Прежде всего это сказывалось на русско-польских отношениях. Разбойничьи отряды польско-литовской шляхты нападали на приграничные деревни, уводили крестьян и угоняли скот, выжигали поля и дома. Польские магнаты, в нарушение Вечного мира 1686 года, проводили политику заселения земель, признанных по договору нейтральным барьером. Так, староста Яблоновский восстановил разорённый по Бахчисарайскому договору 1681 года Чигирин, захватил несколько хуторов в землях Миргородского и Переяславского полков, построил на нейтральных землях 14 203 двора, поставил заставы на дорогах и собирал пошлины с русских подданных. Правительство Речи Посполитой претендовало на Лифляндию и старалось ограничить автономию герцогства Курляндского. Польское католическое большинство подвергало гонениям православных в Гродно и Минске.
Для Священной Римской империи польский вопрос в первую очередь был связан с проблемой единства Империи. В 1697 году на польский трон был избран саксонский курфюрст Фридрих-Август I. Наследники курфюрста от брака его сына с эрцгерцогиней Марией-Жозефой могли претендовать на часть наследия Австрийского дома. В Силезии польская шляхта, так же, как и в России, совершала набеги на пограничные поселения. Осложняли польско-австрийские отношения и гонения на «диссидентов», особенно лютеран. Император был гарантом прав религиозных меньшинств в империи, а всплески католического фанатизма в Речи Посполитой вызывали активность иезуитов в Силезии и Венгрии, где также было много лютеран. Кроме того, это вызывало демарши со стороны протестантских князей Империи, которых поддерживали Англия и Швеция.
Вторая половина 20-х годов в Европе была отмечена острым противостоянием двух блоков держав — Ганноверского и Венского союзов. В 1726 году Австрия и Россия заключили оборонительный союз, и вопрос о политике Речи Посполитой дополнился новыми обстоятельствами. Теперь Речь Посполитая разделяла земли двух союзных держав и в случае войны должна была пропускать войска союзников. Наличие в Речи Посполитой дружественного Австрии и России правительства стало ещё более необходимым.
Позиция союзников была двоякой. Для России вопрос заключался в разрешении пограничных споров, гарантии свободы вероисповедания для православного населения Речи Посполитой, пресечении разбойных набегов и сохранении автономии и территориальной целостности Курляндии. С одной стороны, решение этих вопросов требовало создания в Речи Посполитой сильной королевской власти, которая смогла бы обуздать своеволие шляхты и магнатов. С другой стороны, Россия не была заинтересована в усилении Речи Посполитой. Сохранение «вольностей и конституции Республики», создававших дворянскую анархию в стране, было надёжным гарантом от войны с Речью Посполитой. И Россия, и Австрия были противниками идеи образования польско-саксонского королевства, к чему стремился Август II. Союзники также противодействовали созданию союза Речи Посполитой с Турцией, Францией и Швецией. Россия добивалась от польского правительства соблюдения обязательств о свободе вероисповедания для православных, взятых Речью Посполитой по договору 1689 года, и признания за Россией права представлять интересы православных перед польским правительством. В вопросе о свободе вероисповедания Россия выступала вместе с Англией, Швецией и Голландией, которые оказывали поддержку своим протестантским единоверцам.
Решение этих задач требовало выработки общей позиции. В 1727 году Австрия стала инициатором обсуждения вопроса о наследовании польского трона после смерти короля Августа II. Согласно рескрипту императора Карла VI, такая инициатива была вызвана необходимостью обеспечения прохода вспомогательных корпусов союзников через Речь Посполитую в случае войны с Ганноверским блоком. 1 (12) февраля 1727 года на конференции Верховного тайного совета имперский министр в России граф Игнац Амадеус Бюсси-Рабутин сообщил мнение императора Карла: император против выдвижения наследного саксонского принца Фридриха-Августа или Станислава Лещинского кандидатами на польский трон и поддерживает выдвижение кандидата из польской знати, «природных Пястов», которые не подвержены влиянию других держав, особенно Франции; император поддерживает борьбу против Морица Саксонского в Курляндии (граф Мориц пытался стать герцогом). 9 (20) февраля императрица Екатерина I дала ответ — в выборе кандидата она полагается на императора.
В 1728 году Август II попытался пойти на сближение с Веной, куда был послан фельдмаршал Флеминг, но фельдмаршал умер до начала переговоров. 2 (13) октября Август II заключил Версальский пакт: в случае войны Людовика XV с императором Карлом король Август обещал сохранять нейтралитет и не пропускать русские войска, в ответ Франция обеспечивала королю выплату субсидий. 15 (26) ноября русский министр в Вене Людовик Ланчинский встретился с президентом Гофкригсрата принцем Евгением Савойским. Принц подтвердил, что венский двор желает проведения свободных выборов короля, поддержит кандидата из Пястов, дружественного России и Австрии, и не допустит избрания Лещинского. Следующая активизация переговоров произошла в 1730 году, что было связано с обострением противостояния европейских блоков. В июле-августе 1730 года русский двор информировал Вену, что в Варшаве и Дрездене ведутся переговоры с французами. 11 (22) июля Ланчинский доносил в Петербург о встрече с принцем Евгением: «Когда же я ему объявил, что ведомости о секретной саксонской с Франциею негоциации продолжаются, то искусно выняв платок из кармана, завязал узол и сказал коротко: „Помню-де“».
7 (18) ноября 1730 года имперский посол граф Франц-Карл фон Вратислав сообщил вице-канцлеру Андрею Остерману указ императора Карла по польскому вопросу. Император предлагал заключить договор между Пруссией, Россией и Австрией на следующих условиях:
1. Обеспечение свободы избрания короля и исключение Лещинского;
2. Оформление специального соглашения по кандидатуре претендента из Саксонии;
3. Выдвинуть общего кандидата из Пястов;
4. Иностранных принцев приглашать только, если это не будет способствовать избранию Лещинского.

14 (25) декабря Вратислав представил проект договора, предусматривавший гарантию польской «республики», образование прусско-русско-австрийского совета по польским делам и выдвижение такого кандидата, который «содержал все польские свободы и со всеми странами пограничными жил бы в мире». 2 (13) января 1731 года императрица Анна Иоанновна одобрила этот проект.
В 1730—1731 годах в Речи Посполитой на сейме в Гродно рассматривался вопрос о ликвидации автономии Курляндии и разделе герцогства на воеводства и поветы, что противоречило международным соглашениям, так как гарантами автономии герцогства выступали многие европейские державы. В 1731 году усилились польско-литовские набеги на границах и преследования православных. Эти события подтолкнули Россию к активным действиям. В Берлин выехали генерал-лейтенант граф Карл Лёвенвольде и генерал-адъютант императрицы граф Эрнст Бирон, которые должны были согласовать действия по польскому вопросу с королём Фридрихом-Вильгельмом I. В августе 1731 года Левенвольде в качестве чрезвычайного посланника выехал в Вену.
Для императора Карла VI 1731 год также стал неспокойным. 7 (18) декабря 1731 года Рейхстаг в Регенсбурге гарантировал Прагматическую санкцию 1713 года, но курфюрсты Баварии, Пфальца и Саксонии, которые могли претендовать на часть «австрийского наследства», воздержались. Очередной демарш Августа II заставил и венский двор действовать решительно. 6 (17) февраля 1732 года граф Вратислав представил императрице Анне Иоанновне ответ императора на промеморию чрезвычайного посланника в Вене графа Левенвольде. Император приказал имперскому послу в Варшаве графу Вильчеку совместно с русским посланником графом Фридрихом Левенвольде «всякие удобные и сильные домогательства, где надлежит, употреблять» для защиты православных «диссидентов» и русского населения на польской границе. В случае, если этого будет недостаточно, император готов поддержать Россию силой оружия, считая случаем агрессии ситуацию, «когда одна или другая сторона в покойном владении своих под упомянутым союзным трактатом содержанных земель обеспокоена бывает». 13 (24) июля император Карл инкогнито прибыл в Прагу, где в доме графа Ностица тайно встретился с королём Фридрихом-Вильгельмом. Монархи согласовали совместные действия на выборах нового польского короля.
Польский вопрос не мог оставить в стороне Францию. С момента заключения Венского союзного договора в 1726 году Франция проводила по отношению к России политику «восточного барьера». Целью этой политики было создание вокруг России враждебного окружения из Швеции, Турции и Речи Посполитой. Франция помогала Швеции восстановить армию и старалась наладить союзные отношения между Турцией, Польшей и Швецией, направленные против России. Задачей политики «восточного барьера» было ослабление России и отвлечение её внимания от проблем Средней и Центральной Европы, что должно было обеспечить невмешательство России в австро-французские отношения.
В 1728 году на Суассонском конгрессе кардинал де Флёри, ввиду болезни короля Августа II, предложил шведам договориться с Англией и Голландией о поддержке кандидатуры Станислава Лещинского в качестве нового короля. Швеция поддержала предложение Франции и согласилась оказывать финансовую поддержку. Кроме того, Швеция заявила о готовности оказать Лещинскому и вооружённую поддержку. 25 июля 1729 года Швеция заключила мир с Саксонией, а 7 октября 1732 года — мир с Речью Посполитой. Эти договоры юридически закончили Северную войну. Оба соглашения были заключены без участия русских посредников, на чем настаивала Россия, и давали французской и шведской дипломатии возможность усилить позиции Лещинского в Польше.
2 (13) декабря 1732 года в Берлине русский посол граф Левенвольде и имперский посол граф Зекендорф заключили с королём Фридрихом-Вильгельмом договор о совместных действиях в Речи Посполитой, который стал известен, как «Союз трех черных орлов». По договору для противодействия Лещинскому решено было выставить войска на границах: 4000 кавалерии от Австрии, 6000 драгун и 14 000 пехоты от России и 12 батальонов и 20 эскадронов от Пруссии. На подкуп магнатов стороны выделяли по 36 000 червонных (около 90 000 рублей). Общим кандидатом на выборах короля объявлялся португальский инфант Мануэль, кандидатом в Курляндии — принц Август Вильгельм Прусский. Курляндский герцог не должен был иметь владений за пределами Курляндии и оставался вассалом Речи Посполитой. Миссия Лёвенвольде зашла в тупик, когда император отказался закрепить договорённости на бумаге.

### Смерть короля Августа II
Расстановка сил в Европе складывалась не в пользу короля Августа II, а большинство польских магнатов были настроены против него. Последним шагом Августа Сильного было предложение о разделе Речи Посполитой между ним и Пруссией. Август предложил Фридриху-Вильгельму Польскую Пруссию, Курляндию и часть Великой Польши, остальные земли становились наследным королевством. 31 декабря 1732 (11 января 1733) года в Кросно король встретился с прусским министром фон Грумбковым, но переговоры были прерваны из-за обострения болезни короля. Через 4 дня в Варшаве король слёг, 18 (29) января у него началась лихорадка, и утром 21 января (1 февраля) 1733 года курфюрст саксонский и король польский Август Сильный скончался.
Смерть короля стала для европейских держав сигналом к действию. Как доносил императрице Анне русский посланник в Вене Людовик Ланчинский: «По отпуске последней моей реляции под № 6-м прибыл сюды курьер от цесарского посла графа Вильчека из Варшавы, а имянно третьяго дня в исходе 9-го часа поутру, с ведомостью о смерти короля Польского, и тот час Его Цесарское Величество призвал к себе главнейших министров, с которыми о том прилучае говорить изволил. А вчерашняго дня была у принца Евгения конференция, в которой, как мне с здешней стороны сообщено, положили на мере ко двору Вашего Императорского Величества и на Берлин отправить курьера с депешем в той силе, чтоб все три двора старались Станислава Лещинского от польского престола отлучить, да в короли произвести всем трем державам угодного, чего ради определяется здесь некоторая сумма денег к склонению польских вельмож».
В Речи Посполитой исполнительная власть перешла в руки примаса, архиепископа Гнезненского графа Фёдора Потоцкого. Своими первыми указами примас выслал из страны 1200 саксонцев, распустил два полка Конной Гвардии и принял на польскую службу любимый полк Августа II — Гран Мускетер. Русский посол в Варшаве граф Фридрих Левенвольде выяснил в беседах с примасом, что тот является твёрдым сторонником Лещинского. Для России поддержка Лещинского родом Потоцких не предвещала ничего хорошего, так как Потоцкие контролировали пограничные с Россией воеводства. Староста Варшавский граф Юзеф Потоцкий был воеводой Киевским, Антоний Потоцкий — воеводой Бельским. Родственниками Потоцких были воевода русский Август Чарторыйский, староста чигиринский Яблоновский, подскарбий великий коронный граф Франтишек Оссолинский, коронный региментарь граф Станислав Понятовский.
Опорой для России и Австрии было литовское дворянство, настроенное против Лещинского — региментарь литовский князь Михаил Вишневецкий, князь Михаил-Казимир Радзивилл. Проавстрийски были настроены воевода краковский князь Фёдор Любомирский и каштелян краковский князь Ян Вишневецкий. Они к 12 (23) февраля 1733 года организовали в Кракове конфедерацию и захватили соляные копи, но не получив военной помощи от Австрии, конфедераты вскоре подчинились примасу.
27 апреля 1733 года открылся конвокационный сейм, предшествовавший избирательному, на котором было постановлено, что в короли может быть избран только природный поляк и католик, не имеющий своего войска, ни наследственной державы и женатый на католичке. Это решение прямо исключало как саксонского курфюрста, так и всякого другого иностранного принца из числа кандидатов на престол. Однако когда нужно было подписать эти статьи, часть выборщиков отказалась это сделать, вслед за чем они обратились к русскому двору с просьбой о помощи.
14 августа 1733 года русский посол Лёвенвольде заключил в Варшаве с саксонскими комиссарами договор, согласно которому Россия и Саксония вступали на 18 лет в оборонительный союз, гарантируя друг другу все их европейские владения и выставляя вспомогательное войско: Россия — 2000 кавалерии и 4000 пехоты, Саксония — 1000 пехоты и 2000 кавалерии; курфюрст признавал за русской государыней императорский титул, а по достижении польской короны должен был стараться, чтобы и Речь Посполитая сделала то же самое; обе стороны приглашали к союзу Пруссию, Англию и Данию; курфюрст обязался употребить все силы, чтобы Польша отказалась от притязаний на Лифляндию; императрица же обещала содействовать курфюрсту в его намерениях относительно Польши переговорами, деньгами, а в случае необходимости и войском.
Избирательный сейм начался 25 августа. Его работа была отмечена ссорами. Уже 29 августа региментарь литовский князь Вишневецкий перешёл со своими приверженцами в количестве 3000 человек на правый берег Вислы в Прагу, за ним последовал краковский воевода князь Любомирский.
11 сентября, когда примас должен был собирать голоса, паны, стоявшие на правом берегу Вислы, прислали протест против кандидатуры Станислава, но примас объявил, что законным считается только тот протест, который высказан на поле избрания.
По утверждениям противников Станислава, при сборе голосов примас поступал недобросовестно, быстро проезжая мимо подозрительных хоругвей, причём свита его при звуке труб и рогов кричала: «Да здравствует Станислав!» Тем не менее, к вечеру большинство явно высказалось в пользу Лещинского, меньшинство же ночью ушло в Прагу.
12 сентября 1733 года примас провозгласил об избрании польским королём Станислава Лещинского. Между тем меньшинство, опубликовав манифест, в котором жаловалось на уничтожение liberum veto, отступило в Венгров. 22 сентября Лещинский в сопровождении своих главных сторонников, а также французского и шведского послов выехал в Данциг, где намеревался дожидаться французской помощи.

## Ход войны

### Польский ТВД
Русские войска под командованием П. П. Ласси ещё 31 июля 1733 года перешли границу и 20 сентября появились возле Варшавы. Часть шляхты 24 сентября (5 октября) 1733 года в полумиле от Праги, в урочище Грохове, под защитой русских войск избрала на престол Фридриха Августа.
Юзеф Потоцкий, командующий войсками польской короны, сосредоточенными под Варшавой, первоначально намеревался защищать столицу от русских, пытаясь помешать им форсировать Вислу. Однако он передумал, опасаясь поражения и потери армии, которая была единственным гарантом государственной власти. После нескольких демонстративных нападений на российское посольство Потоцкий отвел свою армию к Радому, не предприняв никаких попыток оказать сопротивление. Лещинский и поддерживавшие его магнаты, а также дворянство и государственные чиновники были вынуждены покинуть Варшаву из-за поведения Потоцкого. Потоцкий разделил свои силы, которые не превышали 8-9 тысяч человек, на несколько частей и последовательно избегал столкновений с русскими. Лещинский с королевской гвардией и министрами отступил в Данциг, дружественный город, где его поддержали жители, в основном немцы.
15 ноября 1733 года Петру Ласси удалось дойти до Ловича до того, как зима остановила его продвижение. Тем временем в Саксонии близилась к завершению подготовка к взятию Кракова. Захват города был первой целью саксонских войск, поскольку именно в этом городе проходили коронации польских монархов. Оборону Кракова взял на себя люблинский воевода Ян Тарло, командовавший всеобщей мобилизацией шляхты Кракова и Сандомира. 7 января саксонский корпус генерала Димера перешёл польскую границу в районе Тарновских гор. Попытка войск Тарло остановить марш закончилась серьезной неудачей. Краков был захвачен. Однако на этом успехи саксонцев закончились, поскольку Яну Тарло удалось укрепить свои силы в Краковском воеводстве. В бою при Мехуве полякам под предводительством Тарло удалось разбить саксонский отряд, что на некоторое время замедлило наступление саксонцев на Данциг. Однако Тарло не удалось вернуть Краков.
16 января 1734 года Ласси занял Торн, жители которого присягнули Августу III и приняли русский гарнизон. Ласси смог привести к Данцигу лишь 12 000 солдат, которых было недостаточно для штурма города, так как численность осаждённых превышала силы осаждающих. Помимо поляков в городе также находились французские инженеры и некоторое количество шведских офицеров. Кроме того, их надежды поддерживало присутствие в городе французского и шведского послов Монти и Руденшёльда.
5 марта 1734 года к Данцигу прибыл фельдмаршал Миних, сменивший Ласси. 9 марта русским войскам удалось захватить предместье Шотландия. 18 апреля начался обстрел города из наконец-то прибывших орудий. В это же время пришла французская эскадра, однако французский десант не нашёл возможности войти в город, так как Миних взятием форта Зоммершанц перерезал сообщение Данцига с его гаванью Вейхзельмюнде, поэтому французы вновь сели на корабли и вышли в море.
В последних числах апреля Миних решился штурмовать форт Гагельсберг. Штурм, однако, закончился неудачей. Потери осаждающих составили 2000 человек убитыми и ранеными. 13 мая на рейде вновь показались 11 французских кораблей, которые высадили десант, состоявший из 2000 человек. 16 мая он атаковал русские ретраншаменты, одновременно осажденные сделали вылазку из города. И те, и другие были отбиты.
Вскоре к Данцигу подошли саксонские войска. Кроме того в начале июня прибыл и русский флот с артиллерией, вследствие чего французская эскадра, оставив войско в Вейхзельмюнде, ушла, потеряв один фрегат, севший на мель. Миних, получив артиллерию, начал делать апроши к Вейхзельмюнде, и 12 июня французы сдали его. На другой день сдалось укрепление Мюнде. 28 июня 1734 года сдался и Данциг. Лещинский, переодевшись в крестьянское платье, бежал. После этого большинство польских магнатов перешло на сторону Августа III, который 25 декабря короновался в Кракове.

### Итальянский ТВД. Кампания 1733 года
Хотя австрийские войска не принимали участия в военных действиях в Польше, участие Австрии было настолько очевидно, что представило Франции и Испании благовидный предлог для объявления войны императору Карлу VI. Истинной же причиной вступления в войну Испании было её желание увеличить свои владения путём предоставления одного из итальянских государств инфанту дону Карлосу.
Между тем, Карл VI, надеясь на союзы, ошибся в расчётах. Он намеревался вооружить против Франции Англию и Голландию, но это ему не удалось. Пруссия осталась нейтральной, Россия была занята войнами с Польшей и Турцией, Дания была слаба. Желая заключить союз с Сардинией, император медлил, считая 1-го министра Франции, кардинала Флери, вялым и неопасным. Однако кардинал Флери успел привлечь также на свою сторону Сардинию, пообещав ей Милан.
Франция предоставила на итальянский театр военных действий армию из 40 000 солдат для борьбы с австрийцами, которые доминировали в Неаполитанском вице-королевстве и Миланском герцогстве после окончания Войны за испанское наследство. Карл Эммануил III Савойский договорился 26 сентября 1733 г. в Турине с французами и испанцами о совместных действиях в Италии. Королевство Сардиния-Пьемонт предоставило 24 000 солдат. Бурбонская Испания должна была получить за вступление в войну Тоскану и Неаполитанское королевство, утраченные после Войны за испанское наследство.
Франко-сардинские силы под командованием старого маршала де Виллара вошли в Ломбардию и захватили все австрийские базы в северной Италии, так как они были очень слабо укомплектованы войсками. Разбитые имперские силы, которые не смогли удержать западную Ломбардию, оставили гарнизоны и отошли с основной массой в Мантую. Виллар расположил лагерь в Пиццигеттоне 11 ноября и занял это место через двенадцать дней после открытия траншей. 11 декабря 1733 года пьемонтцы вошли в Милан под командованием своего короля и осадили городской замок. Австрийский губернатор Милана генерал Вирих Даун имел в своем распоряжении 12 000 солдат и не хотел сдаваться без боя. Однако 29 декабря Миланский замок всё же попал в руки осаждающих. В руках у имперцев осталась только сильная крепость Мантуя. Последним пал замок Тортона 3 февраля 1734 года, в то время как большая часть войск уже находилась на зимних квартирах.
В это же время другая французская армия заняла Лотарингию и 29 октября овладела Келем напротив Страсбурга. Воспользовавшись приостановкой военных действий в зимнее время, Карл VI спешно готовился к войне, укрепляя Эттлингенские линии, прикрывавшие Филиппсбург, формировал в Италии армию и уговаривал германский княжеский сейм объявить войну Франции.

### Кампания 1734 года
В начале весны 1734 г. военные действия переместились на южный берег По. Австрийцы увеличили армию в Италии до 60 000 солдат с целью начать контрнаступление в направлении Пармы. Французско-савойские войска под командованием Карла Эммануила III пытались претендовать на территорию в пользу испанского короля, который также был герцогом Пармы и Пьяченцы. Французская армия, которой теперь командовали маршалы Франсуа-Мари де Бройль и герцог де Куаньи, столкнулась с имперскими войсками графа Клавдия Флоримунда Мерси и принца Вюртемберг-Винненталя, которые враждовали друг с другом.
Между 1 и 2 мая 1734 года австрийцы переправились через По в Портоле и Сан-Бенедетто по двум временным мостам. Французские войска, рассредоточенные вдоль реки, чтобы воспрепятствовать этой переправе, были застигнуты врасплох и в беспорядке отступили. Таким образом, австрийцы смогли без сопротивления занять территорию до Падуи. Французско-сардинская кавалерия оцепила территорию к югу от реки По возле Секкьи и отбросила австрийский авангард под командованием генерала Хоэнемса возле Колорно. Затем австрийцам пришлось повернуть на юг, и граф фон Мерси, перенесший инсульт, передал командование принцу Вюртембергскому, который сбил неприятеля с позиции при Колорно, но затем сам отступил к Сен-Мартино. 
Войска Мерси, вернувшегося к командованию, неоднократно пытались пересечь реку Парма в течение июня, но только в конце этого месяца они смогли пересечь реку и приблизиться к городу Парме, где закрепились союзные войска. В кровопролитном сражении у Пармы 29 июня австрийцы были отброшены, Мерси убит и Фридрих Вюртембергский, заместитель командующего, был ранен. Австрийцы, потерявшие своего командующего, отошли за реку Секкью, куда прибыл новый главнокомандующий граф Кенигсегг. Победившие союзники продвинулись к Секкии и заняли Гвасталлу и Модену. 20 июля герцог Модены Ринальдо д’Эсте бежал в Болонью со своим двором.
После двух месяцев бездействия, в течение которых армии противостояли друг другу на реке Секкья, 15 сентября Кёнигсегг, воспользовашись слабостью противника, совершил рейд на штаб Куаньи в Куистелло и разбил союзников, едва не захватив в плен Куаньи и забрав среди прочих призов фарфор Карла Эмануила. Двумя днями позже французы отошли на позиции возле Гвасталлы в ответ на австрийские маневры, но отряд численностью около 3000 человек был окружен и захвачен наступающими австрийцами. 19 сентября Кёнигсегг атаковал позиции союзников у Гвасталлы и в кровавом сражении потерпел поражение, потеряв 7000 человек и Фридриха Вюртембергского. Кёнигсегг отступил за реку По, заняв оборонительную позицию между По и Ольо. Так как французско-пьемонтская армия под командованием маршала Бройля не развивала свою победу, австрийские части смогли стабилизировать свое положение в Луццаре и предотвратить дальнейшее наступление противника на Мантую. Когда большая часть союзной армии была выведена из Кремоны, австрийцы продвинулись вверх по северному берегу реки По до реки Адда, и обе армии стали на зимние квартиры в декабре 1734 года.
| В Данциге: - 2-й Московский пехотный полк (13/712)1 - Киевский пехотный полк (14/622) - Троицкий пехотный полк (19/576) - Новгородский пехотный полк (14/665) - Архангелогородский пехотный полк (18/657) - Нарвский пехотный полк (19/712) - Тобольский пехотный полк (22/896) - Углицкий пехотный полк (8/595) - Копорский пехотный полк (16/745) - Ладожский пехотный полк (14/643) - Владимирский драгунский полк (8/373) - Ингерманландский драгунский полк (11/332) - Каргопольский драгунский полк (11/496) - Новотроицкий драгунский полк (18/643) - Рижский драгунский полк (19/492) В редутах на реке Висла (близ Данцига) - Великолукский пехотный полк (17/841) - Белозерский пехотный полк (12/739) - Тверской драгунский полк (19/603) - Пермский драгунский полк (14/393) - Тобольский драгунский полк (12/427) - Олонецкий драгунский полк (21/547) - Санкт-Петербургский драгунский полк (4/215) - Смоленский драгунский полк (14/623) - Всего в районе Данцига 13 835 (336/13 499) регулярных войск плюс 1687 (55/1632) больных и раненых. Иррегулярные войска: - Сербские гусары — 73 - Калмыки — 39 - Донские казаки — 431 - Малороссийские казаки — 22 - Слободские казаки — 210 | За пределами Данцигской области: - 2-й Московский пехотный полк (1/26) - Киевский пехотный полк (1/15) - Троицкий пехотный полк (1/6) - Новгородский пехотный полк (1/30) - Великолукский пехотный полк (1/19) - Архангелогородский пехотный полк (-/36) - Нарвский пехотный полк (1/22) - Тобольский пехотный полк (2/13) - Углицкий пехотный полк (-/14) - Копорский пехотный полк (2/20) - Ладожский пехотный полк (-/21) - Владимирский драгунский полк (12/320) - Тверской драгунский полк (5/214) - Пермский драгунский полк (6/181) - Ингерманландский драгунский полк (-/161) - Каргопольский драгунский полк (2/94) - Тобольский драгунский полк (2/249) - Новотроицкий драгунский полк (2/57) - Рижский драгунский полк (4/191) Иррегулярные войска: - Калмыки — 14 - Донские казаки — 532 - Малороссийские казаки — 67 - Слободские казаки — 170 |

### Южная Италия
В южной Италии австрийцы, приняв оборонительную стратегию для защиты большого количества крепостей, потерпели сокрушительное поражение. Дон Карлос, вступив в начале 1734 года на престол Пармского и Пьяченцского герцогств и желая обменять их на Неаполь, сосредоточил в Тоскане сильную испанскую армию под командованием герцога Монтемара, которая, пройдя через Папскую область, вторглась в пределы Неаполитанского королевства, в то время как испанский флот заблокировал Чивитта-Веккью.
Раскиданные по крепостям Неаполитанского королевства австрийские силы не могли противостоять противнику, поэтому австрийцы сосредоточили 6000 человек на укреплённой позиции при Сан-Анжело-де-ла-Канина. Испанцы овладели сант-анжельской позицией, обложили Гаэту и Капую и подошли к Неаполю, который 10 апреля 1734 года открыл перед ними ворота.
10 мая 1734 года дон Карлос был провозглашён неаполитанским королём под именем Карла VII. Остатки австрийских войск (9000 человек) сосредоточились близ Битонто, но 25 мая они были разбиты герцогом Монтемаром: более половины пало в бою, а остальные, недолго продержавшись в Битонто и Бари, вынуждены были сложить оружие. Вскоре пала Гаэта, и только граф Траун удерживался в Капуе до конца ноября.
К декабрю 1734 года Неаполитанское королевство было очищено от австрийских войск. Вслед за этим Монтемар, за свои победы получивший титул герцога Битонтского, переправился на Сицилию и занял Палермо, a 3 июня 1735 года Карл VII короновался королём обеих Сицилий.

### Германский театр военных действий
По решению имперского рейхстага, союзные Австрии княжества должны были выставить стодвадцатитысячную армию, но за отсутствием денег главнокомандующий, герцог Бевернский, принял под своё командование лишь 12 000 человек. Разумеется, с такой небольшой армией он не мог и думать о наступательных действиях.
Французская армия маршала Бервика 9 апреля 1734 года начала кампанию взятием Трарбаха, затем совершила переправу через Рейн и, обойдя эттлингенские линии, заставила австрийское войско отойти к Гейльброну, где герцога Бевернского сменил прибывший из Вены Евгений Савойский. Армия уже возросла до 26 000 человек, но состояла из разных национальностей, во многом не согласных между собой. Престарелый принц Евгений, стесняемый недоверием венского двора, счёл за лучшее ограничиться пассивной обороной. Подобного образа действий он продолжал держаться и далее, несмотря на то, что армия постепенно достигла 60 000 человек.
Французы осадили Филиппсбург, который упорно оборонялся во главе с комендантом бароном Вуттгенау. Во время этой осады Бервик был убит, но его преемник, маркиз д’Асфельд, отбив попытку деблокады армией Евгения Савойского, принудил имперский гарнизон к капитуляции.
Евгений Савойский сильно надеялся на союз с морскими державами и, пользуясь своими прежними связями с английским двором, старался вовлечь Англию в борьбу с Францией. Несмотря на выраженную королём Георгом II готовность и угрозы Австрии, в случае несогласия, выдать наследную принцессу Марию-Терезию за наследника испанского престола, великобританское правительство, руководимое Уолполом, отказало в союзе.

## Перемирие
После того, как Австрия потеряла надежду привлечь на свою сторону Англию, император 3 ноября 1734 года заключил с Францией перемирие, a 7 мая 1735 года подписал предварительные условия: Лещинскому был предоставлен титул польского короля и обладание всеми принадлежавшими ему в Польше поместьями, Карл III признавался королём обеих Сицилий, Сардиния получала Тортону, Новару и Виджевано, все же прочие австрийские владения возвращались Австрии; Прагматическая санкция признавалась всеми бурбонскими дворами, герцогства Парма и Пьяченца отдавались императору, за которым утверждалось будущее обладание Тосканой.
Однако согласие между заключившими мир державами продолжалось недолго. Франция была недовольна, что за все свои пожертвования ничего не получила; Испания не уступала Пармы и Пьяченцы и, по случаю оскорбления своего посланника в Лиссабоне, объявила Португалии войну, прося помощи y Англии и Австрии. Англия начала вооружаться. Сардиния вступила с Австрией в переговоры.
В этих условиях Австрия потребовала от России вспомогательного войска, и русское правительство решило направить ей на помощь тринадцатитысячный корпус Ласси. 8 июня 1735 года Ласси выступил из Польши в Силезию, 15 августа русская армия соединилась с императорской и расположилась между Гейдельбергом и Ладенбургом.
Кроме того, свою помощь Карлу VI обещали Дания и Саксония. Все это сулило Австрии успех, вследствие чего она, прекратив дальнейшие переговоры, объявила Франции войну.

## Возобновление военных действий

### Кампания 1735 года
Кампания 1735 года началась для Австрии также неудачно. В северной Италии Кенигсек, теснимый союзниками, был вынужден отступить в Тироль, в осаде оказалась Мантуя. На юге Италии были захвачены Мессина и Сиракузы.
В Германии Евгений Савойский с тридцатитысячной армией с трудом сдерживал французскую армию. В итоге, император, видя, что надежды на успех не оправдались, вновь выразил желание вступить в переговоры о мире. Многие испанцы, находившиеся при венском дворе, опасаясь с потерей Ломбардии лишиться и находившихся там своих имений, уговаривали императора вступить в переговоры с Испанией, обещая Дон-Карлосу руку Марии-Терезии, но эрцгерцогиня воспротивилась этому плану, и слабовольный император не знал, на что решиться. Наконец, он сам вступил в тайные переговоры с Францией.
В это время в северной Италии дела стали принимать благоприятный для него оборот. Осада Мантуи сильно затянулась, благодаря ссорам союзников, не желавших уступать друг другу этот важный пункт. Это взаимное недоверие и угрозы Карла VI заключить сепаратный мир с Испанией и Сардинией заставили французов пойти на уступки, и после двух лет военных действий (между 26 мая и 5 июня 1734 года, в битве при Колорно; 29 июня 1734 года, в битве при Сан-Пьетро, происходившей под Пармой, именно при Крочетте, очень кровопролитная битве, в которой пали тысячи солдат и австрийский верховный главнокомандующий, а 19 сентября 1734 г. в битве при Гвасталле) Франция и Австрия подписали предварительное мирное соглашение от 3 октября 1735 год, содержащее реорганизацию итальянских государств.
Условия остались прежними, за исключением некоторых изменений по вопросу уступки земель Сардинии и того, что герцог Лотарингский в обмен на Тоскану должен был уступить Франции Бар и Лотарингию. Сардиния также пошла на перемирие.
Между тем, Кенигсек заставил испанцев снять осаду Мантуи, оттеснил их в Тоскану и готовился двинуться на Неаполь. Испания была вынуждена также прекратить военные действия.
Однако основной мирный договор не подписывался ещё несколько лет, пока Флери и Уолпол не склонили Австрию убедить герцога Лотарингского уступить Франции свои владения за 3,5 миллионов ливров ежегодного дохода и удовлетворить желания сардинского короля.

## Итоги войны
18 ноября 1738 года был подписан мир с Францией. 8 февраля 1739 года к нему примкнула Сардиния, a 21 апреля - Испания и Неаполь. По этому миру Станислав Лещинский отказывался от польского престола, но сохранял титул короля и пожизненное владение Лотарингией, которая после его смерти должна была отойти к Франции. Взамен Лотарингии герцог Лотарингский получал Тоскану с титулом великого герцога; Карл III признавался королём обеих Сицилий; Парма и Пьяченца оставались за Австрией; сардинский король получал западную часть Ломбардии, а Франция полностью признавала Прагматическую санкцию. По итогам войны укрепились международные позиции русского правительства и увеличилось его влияние на Польшу. Франция же добилась ослабления Австрии.
Через несколько лет разразится еще один крупный конфликт, Война за австрийское наследство, главным действующим лицом которой станет самая могущественная династия на континенте, Габсбурги.